# Мае (Долина Аосте)
Мае је насеље у Италији у округу Долина Аосте, региону Долина Аосте.
Према процени из 2011. у насељу је живело 28 становника. Насеље се налази на надморској висини од 1082 м.